# Коваленко Катерина Сергіївна
Коваленко Катерина Сергіївна (нар. 5 лютого 1921, село Куликівка (зараз Шевченкове) Кобеляцького повіту Полтавської губернії  — 9 грудня 2006, село Шевченкове Решетилівський район Полтавська область) — відома доярка, Герой Соціалістичної Праці (26.02.1958), делегат XXI з'їзду КПРС (1959), Депутат Верховної Ради УРСР 5-го скликання.

## Біографія
Трудову діяльність розпочала у 1935 році в колгоспі «Крок до комунізму». До 1941 року працювала на різних роботах. Після звільнення села від гітлерівських загарбників у 1943 році працювала бригадиром рільничої бригади.
З 1945 року працювала дояркою на молочно-товарній фермі. У 1955 році надоїла від кожної корови по 4222 кг молока, в 1956 році — 5594, 1957 році — 6647, 1958 році — 6750.
Учасниця Всесоюзної виставки досягнень народного господарства (ВДНГ) в Москві — нагороджена медалями виставкому. У 1956 році рішенням Виконавчого комітету Полтавської обласної Ради депутатів трудящих присвоєно звання «Найкраща доярка області», а 26 лютого 1958 року Указом Президії Верховної Ради СРСР присвоєно звання Героя Соціалістичної Праці з врученням ордена Леніна і золотої медалі «Серп і Молот».
Нагороджена орденами Трудового Червоного Прапора, «Знак Пошани», медаллю «За доблесну працю». Брала участь в громадському житті — обиралася делегатом XXI з'їзду КПРС (1959), депутатом Верховної Ради Української РСР (1959–1963).
На базі ферми колгоспу ім. Леніна у 1959 році організовано школу передового досвіду, в 1957 році вийшла брошура «За 6 тис.кг молока від кожної корови (досвід К. С. Коваленко)».
Наставник Героїв Соціалістичної Праці Н. І. Бабенко та І. П. Костенка.
Похована в рідному селі на старому кладовищі.